# نولان گلد

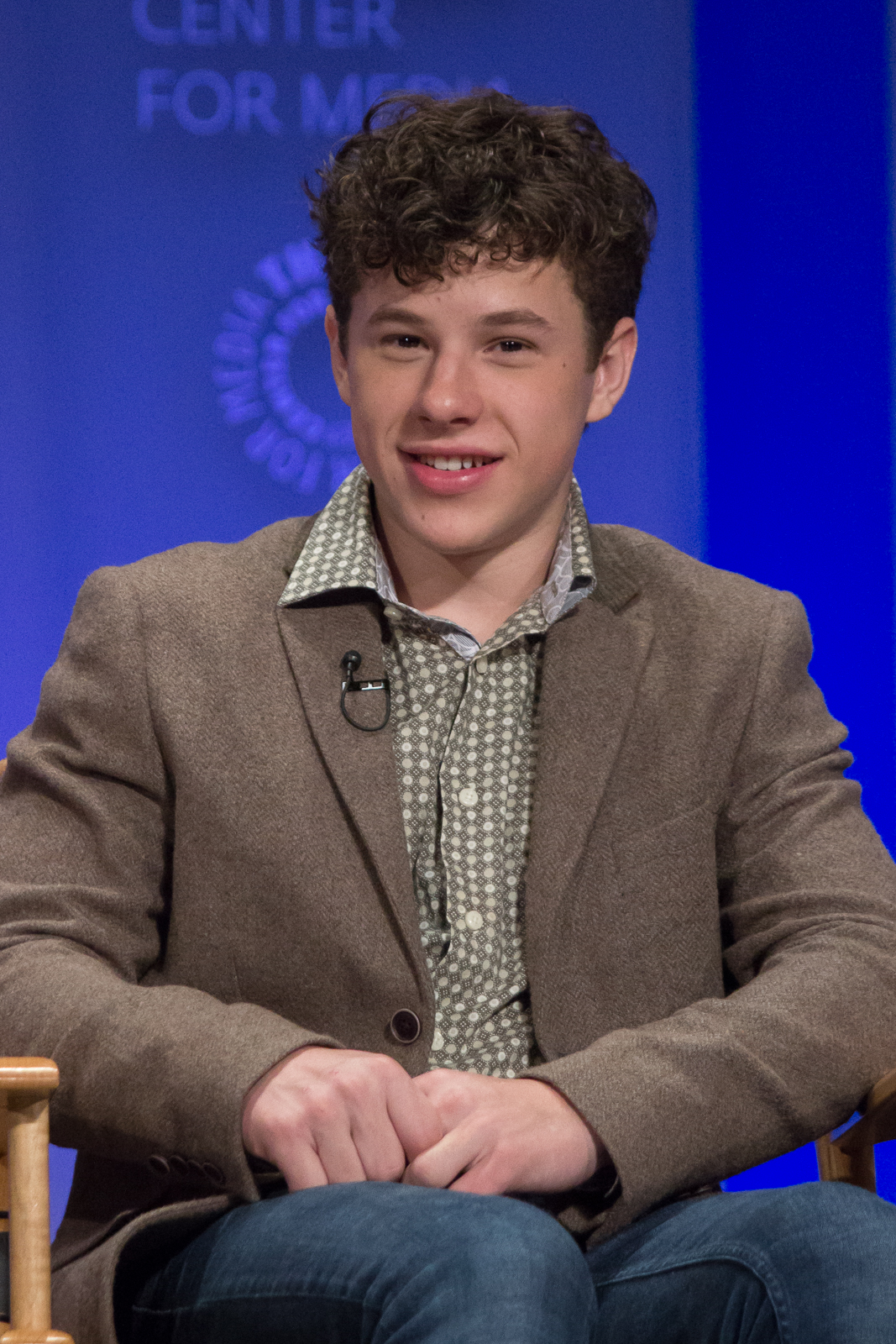

 نولان گلد (انگلیسی: Nolan Gould؛ زادهٔ ۲۸ اکتبر ۱۹۹۸) یک هنرپیشه اهل ایالات متحده آمریکا است.

## گزیده فیلمشناسی
از فیلم‌ها یا برنامه‌های تلویزیونی که وی در آن ایفای نقش کرده است می‌توان به آثار زیر اشاره کرد.
- دوستی با مزایا (فیلم) (۲۰۱۱)
- خانواده امروزی (۲۰۰۹–۲۰۲۰)
- ۱-۸۰۰-۲۷۳-۸۲۵۵ (ترانه)
- Field of Lost Shoe
- فهرست کارها